# Night of the Living Dead (EP)
Night of the Living Dead war die dritte EP der amerikanischen Horrorpunk-Band The Misfits. Sie wurde bei einem Konzert am 31. Oktober veröffentlicht, es existieren nur 2.000 Pressungen.

## Hintergrund
Der Name der EP und der erste Titel wurden durch den Horrorfilm Die Nacht der lebenden Toten von George A. Romero inspiriert. Obwohl es einen gleichnamigen Film (deutscher Titel: Agenten sterben einsam) gibt, hat er nichts mit dem Song Where Eagles Dare zu tun. Rat Fink ist der einzige Cover-Song, den die Misfits je mit Glenn Danzig aufnahmen. Das Original stammt von Allan Sherman und ist auf dem Album My Son, the Nut enthalten.

## Titelliste
Seite A
1. Night of the Living Dead – 2:02

Seite B
1. Where Eagles Dare – 1:51
2. Rat Fink – 1:50